# Гостиня
Гостѝня е село в Северна България. То се намира в община Ловеч, област Ловеч.

## География
Село Гостиня е разположено в Предбалкана, на около 10 km източно от Ловеч. Местността е гористо-планинска, преобладават кафяви горски почви. Климатът е умерено-континентален. През селото минава река Гостинка, която се образува при сливането в началото на селото на реките Мареница и Арангел. В периметър около 80 km отсъстват промишлени замърсители. Традиционна работа на населението са земеделието и животновъдството без промишлено значение. Гостиня е свързано чрез асфалтов път с Ловеч, труднопроходим черен път със селата Смочан и Тепава и с черен път с Къкрина.

## История
Селото се е появило вероятно в периода XIII – XIV век. Името си е получило от съществуващата тогава гостилница в местността Маслека в североизточната част на селото. Поради красивата си природа, богатата и разнообразна растителност, големия брой извори и чешми в околността, наличието на минерален лечебен извор и двете рекички, по време на османската власт селото се е населявано само от османци. Българи са допускани да работят само като аргати. След Руско-турската война 1877–1878 османци, които не са участвали във военните действия, са допуснати до селото, за да продадат имотите си. Същите са били изкупени от цели родове българи от съседните села, главно Брестово и Къкрина. Сред родовете са Кочовци, Стойновци, Миховци, Бальовци и Мичовци.
В най-благоприятния период селото се е състояло от 150 домакинства.
От селото е опълченецът Цаню Митев Славоев, награден с войнишки Георгиевски кръст за проявена храброст в Битката при Шипка. На него селото дължи общинската си земя. В качеството си на кмет чрез съда успява да съхрани за селото сегашните земи и гори, които след освобождението съседните села се опитали да присвоят. Подучен от ловешките адвокати чрез пастирите на селото затварят стадата от едър и дребен добитък на съседните села и ги принуждава да платят глоба, за да ги освободи. Въз основа на тези документи за глоби съдът узаконява и признава сегашните гори и земи на селото.
Селото е дало жертви през Първата и Втората световна война. В центъра на селото е издигната паметна плоча от признателното съселяни. По времето на Втората световна война в местността Липовец се разбива американски самолет B-24 Liberator, ударен от немските войски над град Плоещ, Румъния.
През 50-те е построено читалището. До 60-те учениците от селото се учат в местното училище, но поради миграция на населението към Ловеч и други градове, то е закрито.
До началото на 90-те основен занаят е растениевъдство, овощарство, пчеларство, отглеждане на грозде и главно животновъдство. По това време в селото се отглеждат сравнително високо продуктивни породи крави и овце. В селото са били разположени пчелините за производство на мед поради чистия горист район. След ликвидация на местното ТКЗС са правени неуспешни опити за кооперации.

## Население
Численост и дял на етническите групи според преброяването на населението през 2011 г.:
|                     | Численост | Дял (в %) |
| Общо                | 159       | 100,00    |
| Българи             | 155       | 97,48     |
| Турци               | 0         | 0,00      |
| Цигани              | 0         | 0,00      |
| Други               | 0         | 0,00      |
| Не се самоопределят | 0         | 0,00      |
| Неотговорили        | 3         | 1,88      |

## Религия
Населението е от православни християни. Селото принадлежи към Ловчанска епархия.
През 2014 е построен храмът в селото, посветен на Света Великомъченица Параскева Иконийска, чиято памет се отбелязва на 28 октомври и е една от трите светици с името Параскева. Храмът в селото е осветен от Ловчанския митрополит Гавриил.

## Природни и културни забележителности
Минерален извор в местността Мареница, на 500 метра от селото в южна посока (по черния път за Къкрина). Една от историческите и природни забележителности на селото е местността „Градът“. По площ той е по-голям от крепостта Ловеч. Не е проучен от археолози и историци. Легендата разказва, че на нея се е намирала непревземаема крепост, разположена около трите хълма. Свидетелство за това са около еднометровите каменни стени, които опасват тази местност. В местното училище до закриването му се пазят метални върхове на копия и стрели, които са намирани от местните хора в подножието на крепостта. Смята се от местните, че крепостта датира от тракийско време. Разрушена е от римляните и е била една от последните крепости паднали под османско владичество. Непревземаемостта на тази крепост се е обуславяла от няколко фактора:
- стратегическото си положение;
- стръмни скатове и непристъпни стени;
- наличие на собствен водоизточник, като чрез подземни тунели се е стигало до него; и сега при преминаване по повърхността се чува кънтене (тътен) на голяма дълбочина;
- безпроблемно снабдяване с храна от близката и далечната околност, чрез подземни тунели; легендата разказва, че някои от тях кореспондират с Деветашката пещера;
- дезорганизация на противника, чрез изненадващо нанасяне на удари, главно нощем чрез малки отряди излизащи и прибиращи се в крепостта по същите подземни тунели;
- крепостта е превземана – съгласно легендата – два пъти само в резултат на вътрешни предателства.

## Редовни събития
Съборът на селото е последната неделя на месец октомври.